# 大鱗樸麗魚
大鱗樸麗魚，為輻鰭魚綱鱸形目隆頭魚亞目慈鯛科的其中一種，被IUCN列為極危保育類動物，分布於非洲Nabugabo湖流域，體長可達6.7公分，棲息在植被生長的水域，屬雜食性，以藻類、昆蟲等為食，生活習性不明。

## 擴展閱讀
維基物種上的相關：大鱗樸麗魚